# 뽀빠이 (1980년 영화)
《뽀빠이》(영어: Popeye)는 1980년 개봉한 미국의 뮤지컬 코미디 영화이다. E. C. 시가의 만화 캐릭터 뽀빠이를 바탕으로 만든 실사 영화이다. 로버트 올트먼이 감독을, 줄스 파이퍼가 각본을 맡고, 로빈 윌리엄스가 뽀빠이 역을, 셸리 듀발이 올리브 역을 연기하였다. 아기였던 자신을 버리고 사라진 아버지를 찾아나선 뽀빠이가 작은 해안 마을 스위트헤이븐에 도착하면서 겪는 모험을 그린다.

## 출연진
- 로빈 윌리엄스 - 뽀빠이 역
- 셸리 듀발 - 올리브 오일 역
- 폴 L. 스미스 - 블루토 역
- 폴 둘리
- 리처드 리버티니
- 레이 월스턴
- 도널드 모펏
- 매킨타이어 딕슨
- 로버타 맥스웰
- 도너번 스콧
- 앨런 F. 니컬스
- 웨슬리 아이번 허트
- 빌 어윈
- 린다 헌트
- 웨인 롭슨
- 클라우스 포어만
- 밴 다이크 파크스
- 데니스 프란즈
- 앨런 오트리

## 기타 제작진
- 협력 제작: 스콧 부슈널
- 미술: 울프 크뢰거
- 의상: 스콧 부슈널